# مارمادوک (فیلم)
مارمادوک (انگلیسی: Marmaduke) فیلمی در ژانر اکشن و کمدی به کارگردانی تام دی است که در سال ۲۰۱۰ منتشر شد.

## بازیگران
- اوون ویلسون
- لی پیس
- جودی گرر
- ویلیام اچ میسی
- استیو کوگان
- سام الیوت
- فرگی
- جرج لوپز
- اما استون
- کیفر ساترلند
- مارلون وینس
- کارولین سانشاین
- لایزا لاپیرا
- نیکول مونیوز